# AmiTCP
Az AmiTCP hálózati protokollok és más szoftverek gyűjteménye, melyek lehetővé teszik Amiga számítógépek csatlakozását TCP/IP hálózatokhoz. Az implementáció teljesíti a SANA-II hálózati eszközmeghajtó specifikáció követelményeit és referenciaként szolgál a későbbi hálózati protokollcsomagok számára.

## Történet
Az első nyilvánosan kiadott változat a Release 2.2 volt 1993 novemberében, melynek magját a Helsinki Műszaki Egyetem programozó csoportja ("The AmiTCP/IP Group") fejlesztette ki, míg az FTP és Telnet protokollok BSD-ről történt átiratai az új-zélandi Mark Tomlinson és Goeff McCaughan munkái. A Network File System (NFS) implementáció eredeti szerzője Carsten Heyl, de amely 2008 óta nyílt forráskódú.
Az utolsó, még forráskóddal együtt kiadott, változat a 3.0 beta 2. Itt már külön fájlokban került publikálásra a protokollcsomag, a fejlesztéshez szükséges fájlok és a forráskód. Számos hibajavítás mellett új funkcionalitásként a DNS-névfeloldó működése többszálas lett, a telnet teljesen újraírásra került, a korábbi ftp helyett pedig az NcFTP használatos innentől.
A 4.0 verziótól kezdődően a szoftver már a finn Network Solutions Development Inc. anyagi támogatásával készült és az jogvédett kereskedelmi szoftverré vált (bizonyos részei megmaradtak szabad szoftvernek). A 4.0 demo változata és különálló fájlban egy fejlesztési eszköztár (SDK) került kiadásra az Amineten 1994. október 29-én. Az új főverzió, többek között, SANA-II 2.0 és teljes BOOTP támogatással, szerveroldali hozzáférés-vezérléssel, DNS cache-sel érkezett.

## Működés
Az AmiTCP a protokollok mellett a hálózati működés alapvető parancsait is tartalmazza, mint például: ping, ifconfig, finger. A protokollcsomag használata lehetővé teszi távoli felhasználók csatlakozását a számítógéphez és fájlok másolását mindkét irányban.
A szoftvercsomag telepítése és beállításai manuálisan történtek, alapszintűnél magasabb informatikai, illetve hálózati kommunikációs tudást feltételezve. Karl Jeacle a CUGI hírújság hasábjain 9 oldalon keresztül vezeti végig a vállalkozó kedvű olvasót a telepítés lépésein, de ugyanő egy komplett könyvet is szentelt az Internet használatához Amigán.

### Rendszerigény
Karl Jeacle az "Első lépések Amigán szörföléshez" (First Steps Amiga Surfin') című könyvében a következő előfeltételeket fogalmazta meg az optimális működéshez:
- Operációs rendszer: legalább AmigaOS (AmigaDOS) 2.04, de a teljes funkcionalitáshoz AmigaOS 3.1 ajánlott;
- Háttértár: merevlemez szükséges a telepítéshez;
- Memória: az 1-2 MB chipram felett további 4 MB fastram is szükséges;
- Egyéb hardver: SANA-II meghajtóprogrammal rendelkező hálózati kártya (lásd alább).

A fentieket figyelembe véve egy Amiga 500 esetén jelentős, egy Amiga 1200 kisebb fejlesztés szükséges az Internet használatához, de természetszerűleg még egy gyári Amiga 4000 is hálózati kártya beszerzését és beszerelését igényli.

### Meghajtóprogramok
- FastEthernet.device RTL8139 kártyákhoz (100Mbps)[9]
- MediatorNET.device RTL8029 kártyákhoz (10Mbps)[9]
- 3c589.device 3Com
- a2060.device A2060/A560 ARCNET
- a2065.device A2065 Ethernet
- ariadne.device (Am7990) és ariadne_ii.device Ariadne/Ariadne II (RTL8019AS) kártyákhoz
- cnet.device és cnet16.device NE2000-kompatibilis kártyákhoz
- hydra.device AmigaNet/AmigaNet 500
- iwan.device ISDN
- plip.device és plipbox.device párhuzamos portot használ
- ppp.device, amippp.device vagy ppp-serial.device PPP
- prism2.device PCMCIA-kártyákhoz
- rh(c)slip.device soros portot használ
- x-surf.device X-Surf/X-Surf 2 (RTL8019AS) kártyákhoz
- x-surf-100.device X-Surf 100 (AX88796B ~ RTL8019) kártyához
- ZZ9000Net.device ZZ9000 kártyához
- a314eth.device
- hydrapcm.device
- mpc52xx_eth.device
- mv6436x_eth.device
- sungem_eth.device
- rtl_8139pci.device RTL8139 kártyához (OS4)
- via_rhinepci.device